# Flora Duffy
Dame Flora Duffy, DBE (* 30. September 1987 in Paget) ist eine Triathletin aus Bermuda. Sie ist fünffache Olympiateilnehmerin (2008, 2012, 2016, 2020, 2024), ITU-Weltmeisterin Cross-Triathlon (2015), sechsfache Xterra-Weltmeisterin Cross-Triathlon (2014–2021) und vierfache sowie Weltmeisterin Triathlon-Kurzdistanz (2016, 2017, 2021, 2022). Bei den Olympischen Sommerspielen 2020 in Tokio gewann sie die erste Goldmedaille in der olympischen Geschichte Bermudas.

## Werdegang
Bereits im Alter von acht Jahren startete sie bei ihrem ersten Triathlon und 2006 wurde Flora Duffy Triathlon-Vizeweltmeisterin in der Jugend-Klasse. Duffy startete 2008 und erneut 2012 für Bermuda bei den Olympischen Sommerspielen. Sie startet auch im Cross-Triathlon erfolgreich bei Rennen der Xterra-Rennserie. Im Oktober 2013 wurde sie Dritte bei der Xterra-Weltmeisterschaft auf Hawaii.
Im August 2014 wurde sie in Deutschland ITU-Vizeweltmeisterin Cross-Triathlon. Im Oktober konnte sie die Xterra-Weltmeisterschaft auf Hawaii gewinnen.

### Weltmeisterin Cross-Triathlon 2015
Im März 2015 wurde Flora Duffy Dritte beim Auftaktrennen der Weltmeisterschafts-Rennserie in Abu Dhabi. Im September belegte sie nach dem abschließenden „Grand-Final-Rennen“ in Chicago den siebten Rang innerhalb der Weltmeisterschaft-Rennserie 2015. Nur eine Woche später wurde sie auf Sardinien ITU-Weltmeisterin Cross-Triathlon. Auf Maui konnte sie im November ihren Titel aus dem Vorjahr erfolgreich verteidigen und wurde zum zweiten Mal Xterra-Weltmeisterin.
Im April 2016 landete sie im dritten WM-Rennen auf dem dritten Rang – nachdem sie in den ersten beiden Rennen mit dem jeweils vierten Rang das Podium knapp verpasst hatte. Flora Duffy qualifizierte sich für einen Startplatz bei den Olympischen Sommerspielen 2016, sie ging am 20. August in Rio de Janeiro für Bermuda an den Start und belegte den achten Rang. Flora Duffy wird trainiert von Dan Hugo und Neal Henderson.

### Weltmeisterin Triathlon-Kurzdistanz 2016 und 2017
Im September 2016 wurde die 28-Jährige mit ihrem Sieg im neunten Rennen der ITU-Jahreswertung Weltmeisterin auf der Triathlon-Kurzdistanz. Sie konnte im Oktober bei den Xterra-World-Championships ihren dritten Sieg in Folge erzielen, wie vor ihr bereits die Britin Julie Dibens in den Jahren 2007, 2008 und 2009. 2017 konnte sie den Titel aus dem Vorjahr erfolgreich verteidigen und sich mit sechs Siegen in den neun Rennen der Weltmeisterschafts-Rennserie erneut den Titel der Weltmeisterin auf der Triathlon-Kurzdistanz sichern.
Im September 2020 wurde die 32-Jährige in Hamburg Vizeweltmeisterin – die Rennserie der ITU war im Zuge der Coronavirus-Pandemie auf ein einziges, entscheidendes Rennen über die Sprintdistanz reduziert worden.

### Olympiasiegerin 2021
Im Juli 2021 wurde Duffy in Tokio bei ihrem vierten Olympiastart Olympiasiegerin im Triathlon und holte somit die erste olympische Goldmedaille überhaupt für Bermuda. Die Olympiasiegerin erhielt für ihren Tokio-Sieg eine Einladung (Wildcard) zu einem Startplatz bei der Ironman-Weltmeisterschaft auf Hawaii (Ironman Hawaii) im Februar 2022, welche sie aber umgehend ablehnte.

### Weltmeisterin Triathlon-Kurzdistanz 2021 und 2022
Als erste Triathletin konnte die 33-Jährige im August mit dem dritten Rang im Grand Final der ITU World Championship Series 2021 im selben Jahr sowohl die Olympiade wie auch die Weltmeisterschaft für sich entscheiden. Im Dezember wurde sie in Hawaii auch zum sechsten Mal Xterra-Weltmeisterin.

Im Juli 2022 konnte Duffy erneut nach 2018 den Triathlon bei den Commonwealth Games für sich entscheiden. Im November verteidigte die 35-Jährige mit ihrem Sieg im letzten Rennen der Saison (Grand Final) ITU-ihren Titel aus dem Vorjahr erfolgreich und wurde erneut ITU-Weltmeisterin auf der Triathlon Kurzdistanz. 2023 startete sie nach einer Knieverletzung bei keinem Triathlon.

## Auszeichnungen
- Im Rahmen der Neujahresehrung 2022 wurde sie von Königin Elisabeth II. als Dame Commander des Order of the British Empire geadelt.
- Best Female Triathlete: Im Januar 2023 wurde Flora Duffy von der PTO (zusammen mit Gustav Iden bei den Männern) zur „Triathletin des Jahres“ gewählt.[15][16]

## Sportliche Erfolge
| Datum/Jahr    | Rang | Wettbewerb                                      | Austragungsort | Zeit     | Bemerkung                                                                                      |
| ------------- | ---- | ----------------------------------------------- | -------------- | -------- | ---------------------------------------------------------------------------------------------- |
| 31. Juli 2024 | 5    | Olympische Sommerspiele 2024                    | Paris          | 01:56:12 |                                                                                                |
| 11. Mai 2024  | 7    | ITU World Championship Series 2024              | Yokohama       | 01:53:38 |                                                                                                |
| 26. Nov. 2022 | 1    | ITU World Championship Series 2022              | Abu Dhabi      | 01:53:24 | Grand Final, Weltmeisterin                                                                     |
| 6. Nov. 2022  | 1    | ITU World Championship Series 2022              | Bermuda        | 02:01:26 |                                                                                                |
| 29. Juli 2022 | 1    | Commonwealth Games 2022                         | Birmingham     | 00:55:25 |                                                                                                |
| 9. Juli 2022  | 1    | ITU World Championship Series 2022              | Hamburg        | 00:58:37 |                                                                                                |
| 11. Juni 2022 | 7    | ITU World Championship Series 2022              | Leeds          | 00:59:44 |                                                                                                |
| 14. Mai 2022  | 3    | ITU World Championship Series 2022              | Yokohama       | 01:51:55 |                                                                                                |
| 5. Nov. 2021  | 1    | ITU World Championship Series 2021              | Abu Dhabi      | 00:55:41 |                                                                                                |
| 21. Aug. 2021 | 3    | ITU World Championship Series 2021              | Edmonton       | 01:56:11 | Grand Final, Weltmeisterin                                                                     |
| 13. Aug. 2021 | 1    | ITU World Championship Series 2021              | Montreal       | 00:23:07 |                                                                                                |
| 27. Juli 2021 | 1    | Olympische Sommerspiele 2020                    | Tokio          | 01:55:36 | Olympische Sommerspiele                                                                        |
| 10. Okt. 2020 | 1    | ITU Triathlon World Cup                         | Arzachena      | 01:00:53 |                                                                                                |
| 13. Sep. 2020 | 1    | ITU Triathlon World Cup                         | Karlsbad       | 02:05:17 |                                                                                                |
| 5. Sep. 2020  | 3    | ITU World Championship Series 2020              | Hamburg        | 00:54:16 | Weltmeisterschaft                                                                              |
| 15. Aug. 2019 | 1    | ITU World Triathlon Olympic Qualification Event | Tokyo          | 01:40:19 |                                                                                                |
| 12. Mai 2018  | 1    | ITU World Championship Series 2018              | Yokohama       | 01:53:25 |                                                                                                |
| 28. Apr. 2018 | 1    | ITU World Championship Series 2018              | Bermuda        | 02:01:39 |                                                                                                |
| 5. Apr. 2018  | 1    | Commonwealth Games 2018                         | Gold Coast     | 00:56:50 |                                                                                                |
| 19. Nov. 2017 | 1    | Island House Invitational Triathlon             | Nassau         |          | zweitägiger Wettkampf                                                                          |
| 16. Sep. 2017 | 1    | ITU World Championship Series 2017              | Rotterdam      | 01:58:39 | Siegerin im letzten Rennen der Rennserie („Grand Final“) und Weltmeisterin auf der Kurzdistanz |
| 26. Aug. 2017 | 1    | ITU World Championship Series 2017              | Stockholm      | 02:00:09 |                                                                                                |
| 15. Juli 2017 | 2    | ITU World Championship Series 2017              | Montreal       | 01:59:27 |                                                                                                |
| 29. Juli 2017 | 1    | ITU World Championship Series 2017              | Edmonton       | 01:00:22 |                                                                                                |
| 15. Juli 2017 | 1    | ITU World Championship Series 2017              | Hamburg        | 00:59:00 |                                                                                                |
| 11. Juni 2017 | 1    | ITU World Championship Series 2017              | Leeds          | 01:57:02 |                                                                                                |
| 13. Mai 2017  | 1    | ITU World Championship Series 2017              | Yokohama       | 01:56:18 |                                                                                                |
| 30. Okt. 2016 | 2    | Island House Invitational Triathlon             | Nassau         | 03:55:19 | dreitägiger Wettkampf – Zweite hinter Gwen Jorgensen                                           |
| 18. Sep. 2016 | 1    | ITU World Championship Series 2016              | Cozumel        | 01:59:16 | ITU-Weltmeisterin                                                                              |
| 4. Sep. 2016  | 4    | ITU World Championship Series 2016              | Edmonton       | 00:57:10 |                                                                                                |
| 20. Aug. 2016 | 8    | Olympische Sommerspiele 2016                    | Rio de Janeiro | 01:58:25 |                                                                                                |
| 7. Aug. 2016  | 1    | ITU Triathlon World Cup                         | Montreal       | 01:03:00 |                                                                                                |
| 3. Juli 2016  | 1    | ITU World Championship Series 2016              | Stockholm      | 02:03:38 | erster WTS-Sieg für Duffy                                                                      |
| 12. Juni 2016 | 2    | ITU World Championship Series 2016              | Leeds          | 02:01:24 |                                                                                                |
| 24. Apr. 2016 | 3    | ITU World Championship Series 2016              | Kapstadt       | 00:59:59 |                                                                                                |
| 9. Apr. 2016  | 4    | ITU World Championship Series 2016              | Gold Coast     | 01:56:58 |                                                                                                |
| 5. März 2016  | 4    | ITU World Championship Series 2016              | Abu Dhabi      | 01:56:44 | im ersten Rennen der Saison                                                                    |
| 6. Sep. 2015  | 2    | ITU World Championship Series 2015              | Edmonton       | 00:59:04 | Zweite hinter der Britin Vicky Holland                                                         |
| 22. Aug. 2015 | 4    | ITU World Championship Series 2015              | Stockholm      | 02:01:51 |                                                                                                |
| 2. Aug. 2015  | 11   | ITU World Olympic Qualification Event           | Rio de Janeiro | 02:01:23 |                                                                                                |
| 11. Apr. 2015 | 5    | ITU World Championship Series 2015              | Gold Coast     | 01:59:05 |                                                                                                |
| 7. März 2015  | 3    | ITU World Championship Series 2015              | Abu Dhabi      | 00:59:23 | Dritte im ersten Rennen der Saison auf der Sprintdistanz                                       |
| 15. Feb. 2015 | 1    | ATU Sprint Triathlon African Cup                | Kapstadt       | 01:08:49 | Sprintdistanz (750 m Schwimmen 20 km Radfahren und 5 km Laufen)                                |
| 24. Juli 2014 | 8    | Commonwealth Games 2014                         | Glasgow        | 02:02:18 |                                                                                                |
| 28. Juni 2014 | 18   | ITU World Championship Series 2014              | Chicago        | 01:59:45 |                                                                                                |
| 7. Aug. 2012  | 45   | Olympische Sommerspiele 2012                    | London         | 02:08:54 |                                                                                                |
| 18. Aug. 2008 | DNF  | Olympische Sommerspiele 2008                    | Peking         | –        |                                                                                                |
| 3. Sep. 2006  | 2    | ITU Triathlon World Championship Junior Women   | Lausanne       | 01:06:07 | Vizeweltmeisterin in der Jugend-Klasse                                                         |
| 19. März 2006 | 8    | Commonwealth Games 2006                         | Melbourne      | 02:00:35 | Triathlon über die olympische Distanz (1,5 km Schwimmen, 40 km Radfahren und 10 km Laufen)     |

| Datum/Jahr    | Rang | Wettbewerb          | Austragungsort | Zeit     | Bemerkung                                        |
| ------------- | ---- | ------------------- | -------------- | -------- | ------------------------------------------------ |
| 19. Okt. 2024 | 3    | T100 Lake Las Vegas | Lake Las Vegas | 03:44:04 | hinter Taylor Knibb                              |
| 28. Sep. 2024 | 9    | T100 Ibiza          | Ibiza          | 03:39:09 |                                                  |
| 7. Mai 2022   | DNS  | Ironman St. George  | St. George     | –        | Ironman World Championships; Einladung abgelehnt |

| Datum/Jahr    | Rang | Wettbewerb                              | Austragungsort  | Zeit     | Bemerkung                                                                    |
| ------------- | ---- | --------------------------------------- | --------------- | -------- | ---------------------------------------------------------------------------- |
| 5. Dez. 2021  | 1    | Xterra World Championships              | Maui            | 02:39:49 | Xterra-Weltmeisterin                                                         |
| 27. Okt. 2019 | 1    | Xterra World Championships              | Maui            | 02:49:24 | Xterra-Weltmeisterin                                                         |
| 29. Okt. 2017 | 1    | Xterra World Championships              | Maui            | 02:47:48 | Xterra-Weltmeisterin                                                         |
| 25. Feb. 2017 | 1    | Xterra South Africa                     | Grabouw         | 02:39:00 | erfolgreiche Titelverteidigung in Südafrika – und vierter Sieg hier in Folge |
| 19. Nov. 2016 | 1    | ITU Cross Triathlon World Championships | Snowy Mountains | 02:54:11 | zum zweiten Mal in Folge ITU-Weltmeisterin Cross-Triathlon                   |
| 23. Okt. 2016 | 1    | Xterra World Championships              | Maui            | 03:15:00 | Xterra-Weltmeisterin                                                         |
| 20. Feb. 2016 | 1    | Xterra South Africa                     | Waco            | 02:39:08 |                                                                              |
| 1. Nov. 2015  | 1    | Xterra World Championships              | Maui            | 02:54:17 | Weltmeisterin Cross-Triathlon                                                |
| 26. Sep. 2015 | 1    | ITU Cross Triathlon World Championships | Orosei          | 02:25:56 | ITU-Weltmeisterin Cross-Triathlon                                            |
| 22. Feb. 2015 | 1    | Xterra South Africa                     | Waco            | 02:45:27 | [ 19 ]                                                                       |
| 8. Feb. 2015  | 1    | Xterra Philippines                      | Albay           | 02:43:40 |                                                                              |
| 26. Okt. 2014 | 1    | Xterra World Championships              | Maui            | 02:48:00 | Weltmeisterin Cross-Triathlon                                                |
| 16. Aug. 2014 | 2    | ITU Cross Triathlon World Championships | Olbersdorf      | 03:00:53 | ITU-Vizeweltmeisterin Cross-Triathlon                                        |
| 22. März 2014 | 1    | Xterra South Africa                     | Waco            | 02:57:07 |                                                                              |
| 27. Okt. 2013 | 3    | Xterra World Championships              | Maui            | 03:00:19 | Weltmeisterschaft Cross-Triathlon                                            |

(DNF – Did Not Finish)

## Privates
Duffy absolvierte ein Soziologie-Studium an der University of Colorado Boulder, welches sie im Juni 2013 mit einem Bachelor abschloss.